# Paroisse de Washington
Pour les articles homonymes, voir Washington.
La paroisse de Washington (anglais : Washington Parish) est une paroisse en Louisiane aux États-Unis. Le siège est la ville de Franklinton. Elle était peuplée de 43 926 habitants en 2000. Elle a une superficie de 1 734 km2 de terre émergée et 17 km2 d’eau. Elle est nommée en l'honneur de George Washington. 
La paroisse est enclavée entre le comté de Pike (Mississippi) au nord-ouest, le comté de Walthall au nord, le comté de Marion (Mississippi) au nord-est, le comté de Pearl River à l'est, la  paroisse de Saint-Tammany au sud et la paroisse de Tangipahoa à l'ouest.  

## Démographie
Lors du recensement de 2000, les 43 926 habitants de la paroisse se divisaient en 67,42 % de « Blancs », 31,53 % de « Noirs » et d’Afro-Américains, 0,23 % d’Amérindiens et 0,17 % d’Asiatiques, ainsi que 0,11 % de non-répertoriés ci-dessus et 0,54 % de personnes métissées.
La grande majorité des habitants de la paroisse (97,86 %) ne parlent que l'anglais ; la paroisse comptait 0,89 % qui parle le français ou le français cadien à la maison, soit 364 personnes qui ont plus de cinq ans parlant au moins une fois par jour la « langue de Molière » .

## Municipalités
| - Angie - Bogalusa | - Franklinton - Varnado |